# 에비앙레뱅
에비앙레뱅(프랑스어: Évian-les-Bains, 이탈리아어: Eviano, 프랑코프로방스어: Èvian)은 프랑스 론알프 오트사부아주에 위치한 도시로, 레만호 유역에 자리잡고 있다. 면적은 4.3km2, 인구는 8,527명(2012년 기준), 인구 밀도는 2,000명/km2이다. 간단히 줄여서 에비앙(Évian)이라고 부르기도 한다. 샘물 브랜드인 에비앙으로 유명한 곳이다.

## 역사
에비앙 샘은 프랑스 혁명 당시에는 아직 알려지지 않았다. 그러나 온천 마을에 대한 제1제국의 관심은 과학자로 하여금 1807년과 1808년에 에비앙 온천을 분석하도록 영감을 주었다.
호숫가 항구와 도시를 밀라노와 파리로 연결하는 새로운 도로(RN5)가 1809년에 건설되었다. 1823년, 제네바의 기업가 포코네(M. Fauconnet)는 에비앙 미네랄 워터 회사(Société des Eaux Minérales d'Évian)를 시작하고 도시를 구입했다. 1827년 3월에 두 개의 주요 온천(판매한 가족의 이름을 딴 까샤 온천으로 더 잘 알려짐)이 생겼다. 포코네의 회사는 결국 파산했고, 온천은 뱅 호텔(Hôtel des Bains)에서 매입했다.
다음 해에는 많은 호텔 (Hôtel des quatre saisons, Hôtel de France, Hôtel des Alpes)이 건설되어 휴양지로서 도시의 인기를 도왔다.
까샤 미네랄 워터스 SA(Société Anonyme des Eaux Minérales de Cachat)는 1859년 12월 파리 투자자들에 의해 익명의 회사로 설립되어 에비앙 생수를 판매했으며, 1865년 이 작은 마을은 이름을 에베앙레뱅(Évian-les-bains)로 변경하여 성장을 촉진했다. 온천 마을로. 3개의 다른 온천이 까샤(Guillot, Bonnevie, Corporau)에 합류했다. 교통(기차역)의 개선으로 이 마을은 온천지로 더욱 유명해졌다.
19세기 후반에 이 도시에는 20개 이상의 호텔이 있었다. 언덕과 호숫가는 귀족의 집과 호화로운 별장으로 덮여 있었고 호숫가에는 극장과 카지노가 세워졌다. 1902년에 목욕탕이 건설되었고 1909년에 건축가 에브라(Hébrard)가 가장 호화로운 호텔 중 하나인 로얄 호텔을 지었다. 에빙앙은 안나 드 노아일 백작부인, 프레데리크 미스트랄, 뤼미에르 형제, 마르셀 프루스트와 같은 상류사회 인사들에게 인기를 얻으며, 유럽 최고의 스파 중 하나로 여겨졌다.
제1차 세계 대전 이후, 이 도시는 이란 왕족 아가 칸 3세, 카푸르탈라의 마하라자, 알베르 르브룅 (전 프랑스 대통령), 조지 5세 국왕과 이집트의 푸아드 1세 국왕과 같은 사교계 명사와 왕족을 수용하면서 고급 온천 마을로서의 위상을 유지했다.
1938년 7월 에비앙에서 유대인 난민 문제를 논의하기 위해 에비앙 회의가 열렸다. 제2차 세계 대전 중에 독일군은 에비앙을 점령하고, 마을의 피에르 뒤파 장군 동상을 없앴다.

### 현대

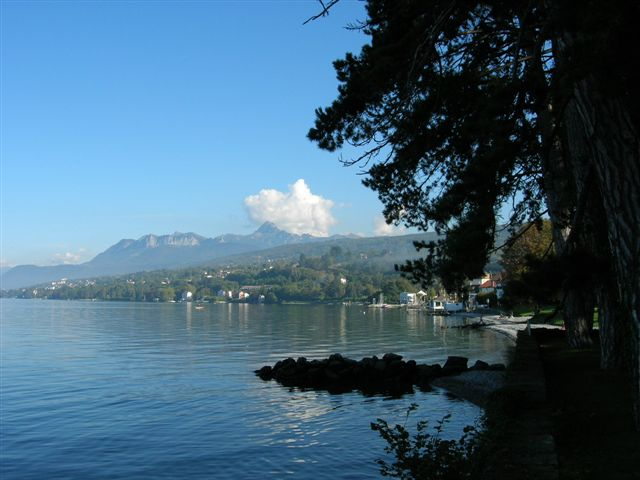
에비앙의 호수 풍경

알제리 전쟁을 종식시키고 알제리의 독립을 인정한 에비앙 협정은 1962년 3월 18일 그곳에서 체결되었다. G8은 2003년 6월 1일 에비앙에서 제 29차 정상회담을 시작했다. 2015년 8월 26일부터 30일까지 제6차 연례 정상회의 G-20Y 협회가 그곳에서 개최되었다.
에비앙은 여전히 휴양지이자, 스파 타운으로 자금을 조달하고 있다.

## 기후
기후는 뚜렷한 습도가 특징인 대륙성 산악이다. 겨울은 춥고 눈이 많이 내리며 여름 시즌은 온화하며, 가끔 폭풍우가 몰아친다. 비수기(4월과 10월)도 평균적으로 비교적 습하다.

## 경제
이 마을에는 유럽에서 가장 큰 테마 카지노인 카지노 데비앙(Casino d'Evian), 프랑수아 미테랑 프랑스 전 대통령과 파루크 1세 전 이집트 국왕이 가장 좋아했던 휴양지로 알려진 에비앙 로열 리조트와 함께 경제에 크게 기여하는 에비앙 미네랄 워터가 있다. 에비앙의 많은 주민들은 로잔과 인근의 다른 스위스 도시에서 일한다.
에비앙에서 가장 큰 두 호텔은 G8 정상 회담이 열렸던 호텔 로얄과 힐튼 호텔이다.

## 교통

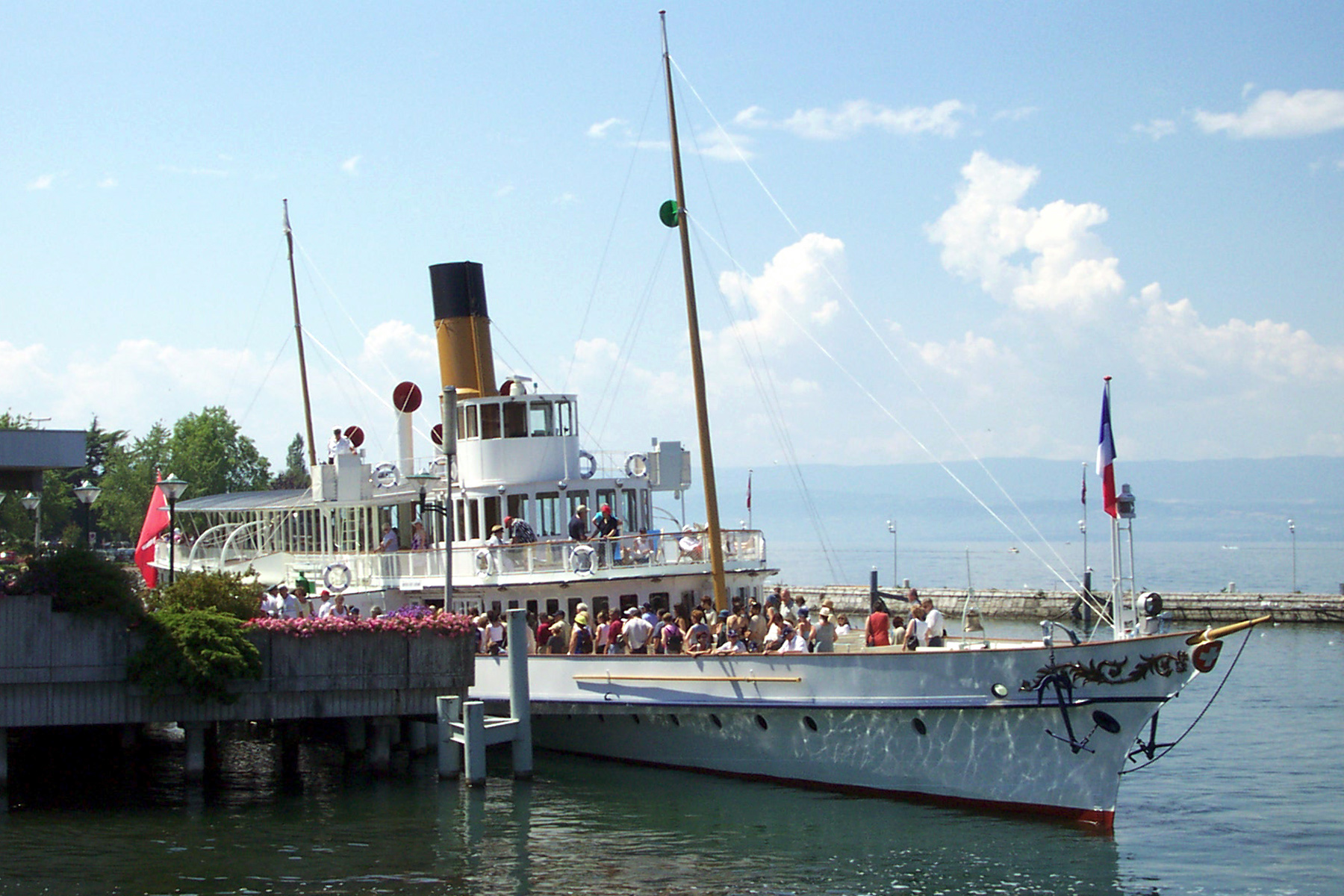
에비앙레뱅을 떠나는 CGN 외륜선 몽트뢰, 2002년 7월

에비앙은 버스 네트워크뿐만 아니라 제네바, 안마스, 벨가르드까지 정기 열차가 운행되는 에비앙레뱅역과 더불어 파리와 리옹까지 운행 빈도가 낮은 열차를 운행한다. 또한 도시와 로잔 사이를 운행하는 매우 북적이는 페리 서비스와 이부아르까지 운행하는 보다 관광객 중심적인 서비스가 있다.

## 교육
마을에 서비스를 제공하는 공립 보육원/유치원과 초등학교에는 Ecole du Centre, Ecole de la Détanche, Ecoles du Mur Blanc 및 Ecole des Hauts d'Evian이 있다. Collège des Rives du Léman은 공립 중학교, Lycée Anna de Noailles는 고등학교이다.
Ecole Saint-Bruno는 사립 보육원/유치원, 초등학교, 및 중학교이다.

## 스포츠
이 마을에는 골프 코스가 있으며, 매년 여름 1994년에 설립된 에비앙 챔피언십 여성 프로 골프 토너먼트가 개최된다. 지금은 5대 여자 메이저 대회 중 하나이다.
에비앙 토농 Gaillard FC 축구 클럽은 토농레뱅으로 이전하기 전에 이곳에 있었다.
Club de l'Aviron d'Évian은 지역 조정 클럽이다.

## 같이 보기
- 오트사부아주의 코뮌 목록